# 楚河汉街站
楚河汉街站位于中华人民共和国湖北省武汉市武昌区，是武汉地铁4号线的地铁车站，建设时期名为“周家大湾站”。

## 車站结构
车站位于中北路与公正路交叉口，沿中北路布置。为地下两层岛式站台：地下一层站厅，地下二层站台。共设4个出入口。 该站原名“周家大湾站”，后由市民投票决定改名为“汉街站”。后再度改名为“楚河汉街站”，

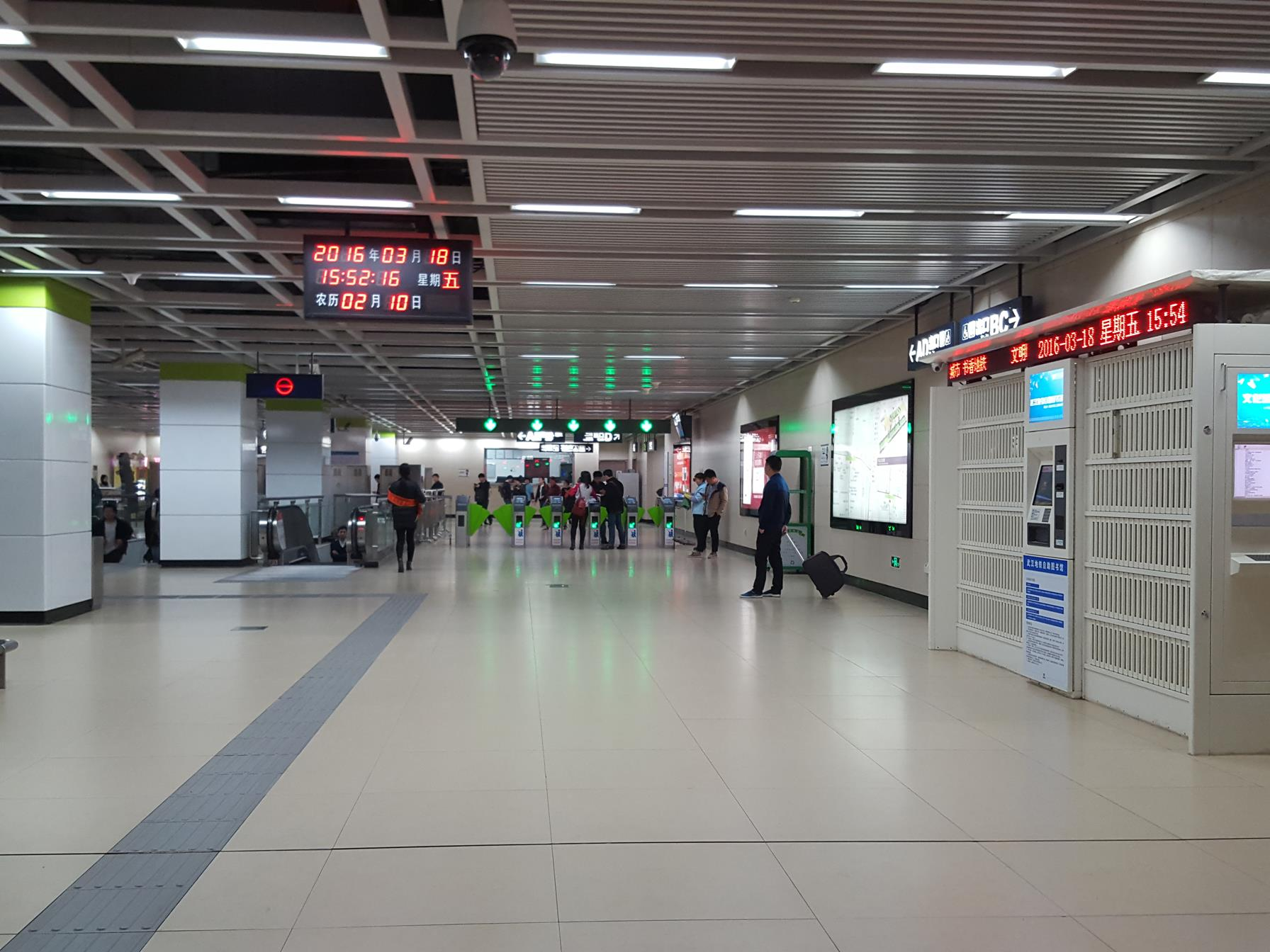
站廳層

### 楼层分布
| 地面     | 地面               | 出入口                                                                |  |  |
| 地下一层 | 站厅               | 售票机、客服中心、车站商店、武漢通充值、洗手間 可通往凱德1818商場B1層 |  |  |
| 地下二层 |                    | █ 4号线 往柏林（洪山广场）                                            |  |  |
|          | 岛式站台，左侧开门 |                                                                       |  |  |
|          |                    | █ 4号线 往武汉火车站（青鱼嘴）                                        |  |  |

### 車站出口

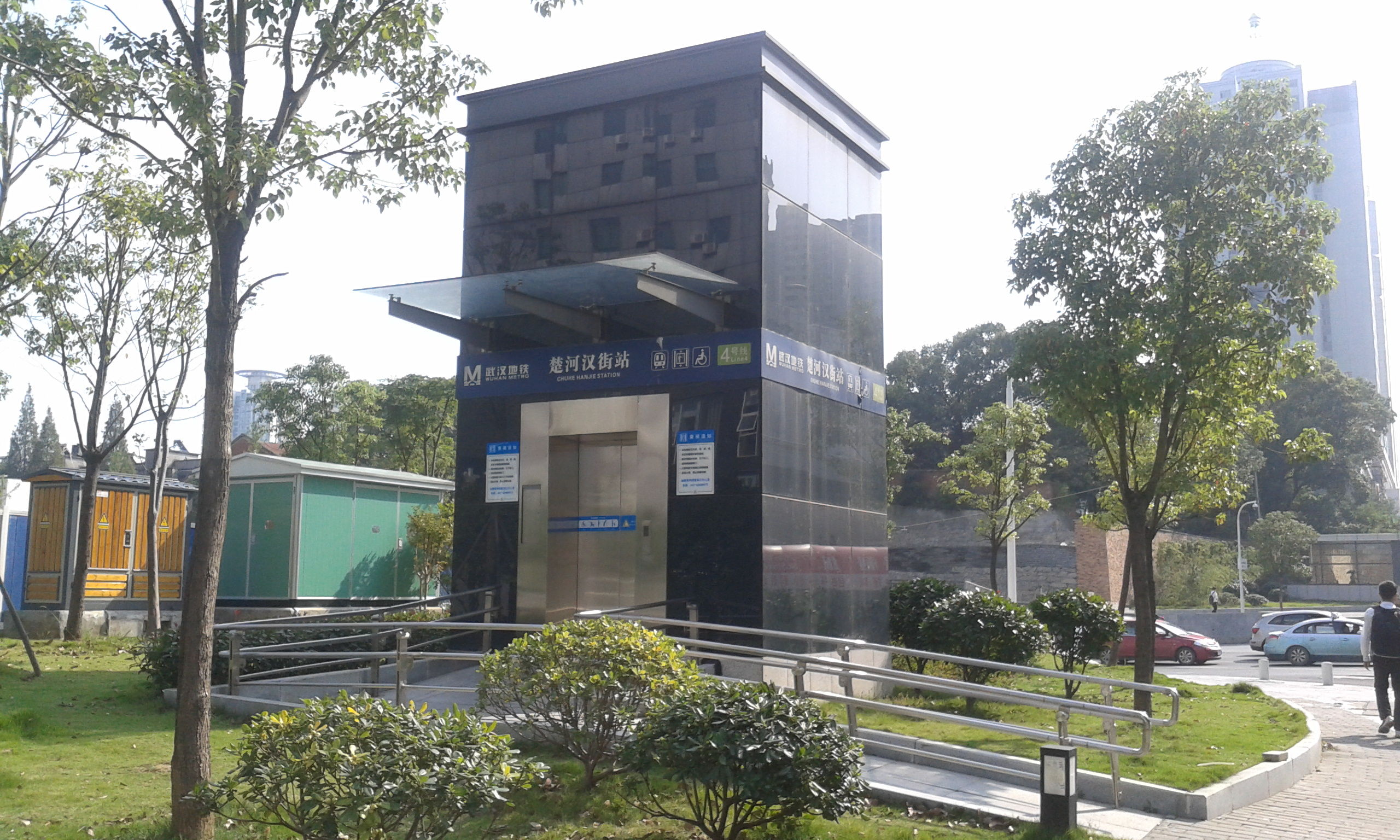
升降機設在車站B出口

|                                                 |      |      |                                                                                                 |
| 出口編號                                        | 設施 | 照片 | 建議前往的目的地                                                                                |
| A                                               |      |      | 中北路 白鷺路、東湖路、湖北省質量監督培訓中心、武重社區衛生站、水果湖第一中學、湖北省質量監督局 |
| B                                               |      |      | 中北路 白鷺路、楚河南路、楚河漢街、湖北省地稅局                                                 |
| C                                               |      |      | 中北路 公正路、楚河漢街、省工行知音大廈                                                         |
| D                                               |      |      | 中北路 公正路、凱德1818                                                                         |
| 注： 設有升降機 \| 設有輪椅升降台 \| 設有洗手間 |      |      |                                                                                                 |

- 升降機設在車站B出口

## 运营信息
- 4号线首末班车时间

### 内部链接
- 武汉地铁车站列表
- 楚河汉街